# Gabara barbara
Gabara barbara là một loài bướm đêm trong họ Erebidae.